# Xenimpia sillaria
Xenimpia sillaria är en fjärilsart som beskrevs av Swinhoe 1904. Xenimpia sillaria ingår i släktet Xenimpia och familjen mätare. Inga underarter finns listade i Catalogue of Life.